# Ficalhoa laurifolia
Ficalhoa laurifolia är en tvåhjärtbladig växtart som beskrevs av William Philip Hiern. Ficalhoa laurifolia ingår i släktet Ficalhoa och familjen Sladeniaceae. Inga underarter finns listade i Catalogue of Life.